# Ribeira de Abrilongo
A ribeira de Abrilongo é uma ribeira luso-espanhola que nasce no município de Arronches, em Portugal, e, após servir de fronteira e reentrar em território português, desagua no rio Xévora a oeste de Ouguela, próximo da Ermida de Nossa Senhora da Enxara.
Faz fronteira com Espanha desde um pouco a montante do lugar de Marco/El Marco (onde está a ponte internacional mais pequena do mundo) até ao início da albufeira da Barragem de Abrilongo (ribeira de Ouguela, na zona da antiga Contenda de Arronches).
A oeste/noroeste de Ouguela, após percorrer 30 quilómetros, junta-se ao rio Xévora.

## História
Em 1747, Abrilongo era um rio pequeno, no termo da vila de Ouguela, Bispado de Elvas, na Província do Alentejo. Lá se criavam barbos, picões, sarrelhos, bogas, bordalos e pardelhas, os quais todos eram de especial sabor, por serem criados entre pedras e águas frigidíssimas. Morria no rio Xévora, ou Sévora, à vista da vila de Ouguela.

## Afluentes
- Regato Valdecafeño
- Rio de Ougela
- Ribeiro das Barradinhas
- Ribeira Caga no Ninho
- Ribeiro dos Marmeleiros